# Dean Hachamovitch
Dean Hachamovitch est le directeur général chargé du développement du navigateur Internet Explorer chez Microsoft.

## Éducation
Hachamovitch est l'enfant de Shoshana et du docteur Moshe Hachamovitch ; il naquit à New York en 1969. Sa mère était responsable de bureau au sein de son entreprise, tandis que son père était un gynécologue-obstétricien, il était aussi professeur assistant au collège de médecine Albert Einstein. Dean Hachamovitch est titulaire d'un B.A. en mathématiques, obtenu à l'université Harvard,.

## Carrière
Après avoir été diplômé à Harvard en 1990, Hachamovitch joignit Microsoft ; il travailla alors comme cadre, dirigeant la réalisation du site zone.com, une filiale de Microsoft dédiée au jeu en ligne,. Il travailla aussi au développement de la suite bureautique Microsoft Office, et notamment sur Microsoft Word. Par la suite, il devint directeur général chargé du développement du navigateur web Internet Explorer,.
Durant sa carrière chez Microsoft, Hachamovitch fut impliqué dans l'invention de plusieurs technologies qui furent par la suite brevetées par le géant du logiciel. Citons par exemple les mécanismes d'autocomplétion, d'autocorrection ou encore la barre de progression que l'on retrouve dans la plupart des logiciels de la firme.

## Vie personnelle
Dean Hachamovitch se maria avec Joan Morse en octobre 1993, ils travaillaient tous deux chez Microsoft. Sa femme est diplômée de l'université Brown et elle a une maîtrise en management de l'université du Northwestern.
Dean Hachamovitch passe son temps libre en compagnie de sa femme, de ses enfants et de son chien.